# Ennis
Ennis (Irsk: Inis) er en irsk by i County Clare i provinsen Munster, i den sydvestlige del af Republikken Irland. Byen har en befolkning (inkl. opland) på 25.276 indbyggere (22.051 i 2002 og 24.253 i 2006), hvilket gør det til den 12. største by i Irland.
Floden Fergus løber igennem byen. Det har været en vigtig købstad op igennem historien.
Siden 1974 har byen afholdt Fleadh Nua i maj måned, der er den næststørste festival for irsk folkemusik i landet..
I byen ligger Glór Theatre.

## Eksterne links
- Wikimedia Commons har flere filer relateret til Ennis
- Ennis Town Council – officiel website Arkiveret 23. oktober 2007 hos  Wayback Machine
- Visit Ennis – lokalt initiativ til at fremme turismen Arkiveret 31. maj 2012 hos  Wayback Machine
- County Clare Ireland – officiel turisme website Arkiveret 14. september 2008 hos  Wayback Machine